# 以斯拉控股
以斯拉控股有限公司，簡稱以斯拉控股（英語：Ezra Holdings Limited，SGX：5DN）是一家新加坡物流公司。

## 历史
在1992年由黎良子先生創立專門在新加坡經營岸外支援、深海服务，以及海事服務，現時由黎才德為總裁。
而總部位於15 Hoe Chiang Road #28-01 Tower Fifteen Singapore 089316。旗下EOC Limited在奧斯隆證券交易所上市。而股份在2003年8月8日於新加坡交易所創業板上市，其後在2005年12月8日晉升為主板上市，招股價為0.34坡元，發售股份為28,000,000股，集資額為9,600,000坡元。
2017年3月19日，該公司向美國法院申請破產保護，原因受到債券違約困擾。

## 連結
- EzraHoldings.com（页面存档备份，存于）